# Kępa Bolesławska
Kępa Bolesławska – przysiółek wsi Błotnowola w Polsce, położony w województwie świętokrzyskim, w powiecie buskim, w gminie Nowy Korczyn
.
W latach 1975–1998 przysiółek administracyjnie należał do województwa kieleckiego.

## Historia
W wieku XIX opisana jako Kępa Bolesławska – wieś nad Wisłą, w powiecie stopnickim gminie Pawłów, parafii Ostrowce.
Według spisu w 1827 roku było tu 11 domów 74 mieszkańców.